# كيلي غاي
كيلي غاي (بالإنجليزية: Kelly Gay)‏ (1950)؛ كاتِبة مُتخصِّصة في أدب الأطفال وروائية أمريكية.